# Curzay-sur-Vonne
Curzay-sur-Vonne ist eine französische Gemeinde mit 374 Einwohnern (Stand: 1. Januar 2022) im Département Vienne in der Region Nouvelle-Aquitaine; sie gehört zum Arrondissement Poitiers und zum Kanton Lusignan. Die Einwohner werden Curzéens genannt.

## Geographie
Curzay-sur-Vonne liegt etwa 20 Kilometer westsüdwestlich von Poitiers am Fluss Vonne. Umgeben wird Curzay-sur-Vonne von den Nachbargemeinden Boivre-la-Vallée mit Benassay im Norden, Lavausseau im Osten und Nordosten, Jazeneuil im Süden und Osten, Rouillé im Süden und Südwesten sowie Sanxay im Westen.

## Bevölkerungsentwicklung
| Jahr                      | 1962 | 1968 | 1975 | 1982 | 1990 | 1999 | 2006 | 2013 |
| Einwohner                 | 605  | 518  | 477  | 529  | 460  | 426  | 456  | 438  |
| Quelle: Cassini und INSEE |      |      |      |      |      |      |      |      |

## Sehenswürdigkeiten
Siehe auch: Liste der Monuments historiques in Curzay-sur-Vonne
- Kirche Saint-Martin, Monument historique
- Schloss Curzay-sur-Vonne, seit 1927 Monument historique

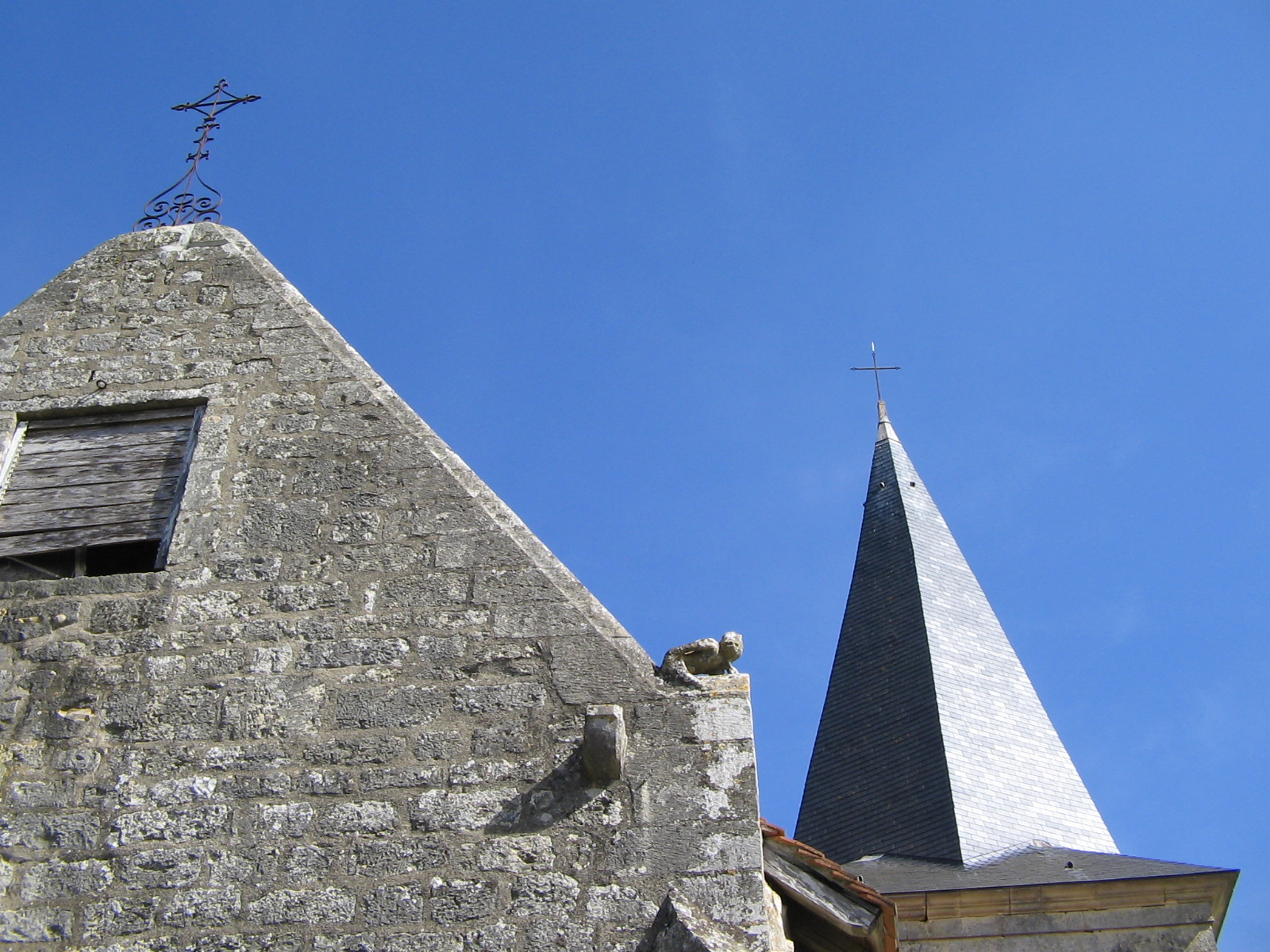
Kirche Saint-Martin
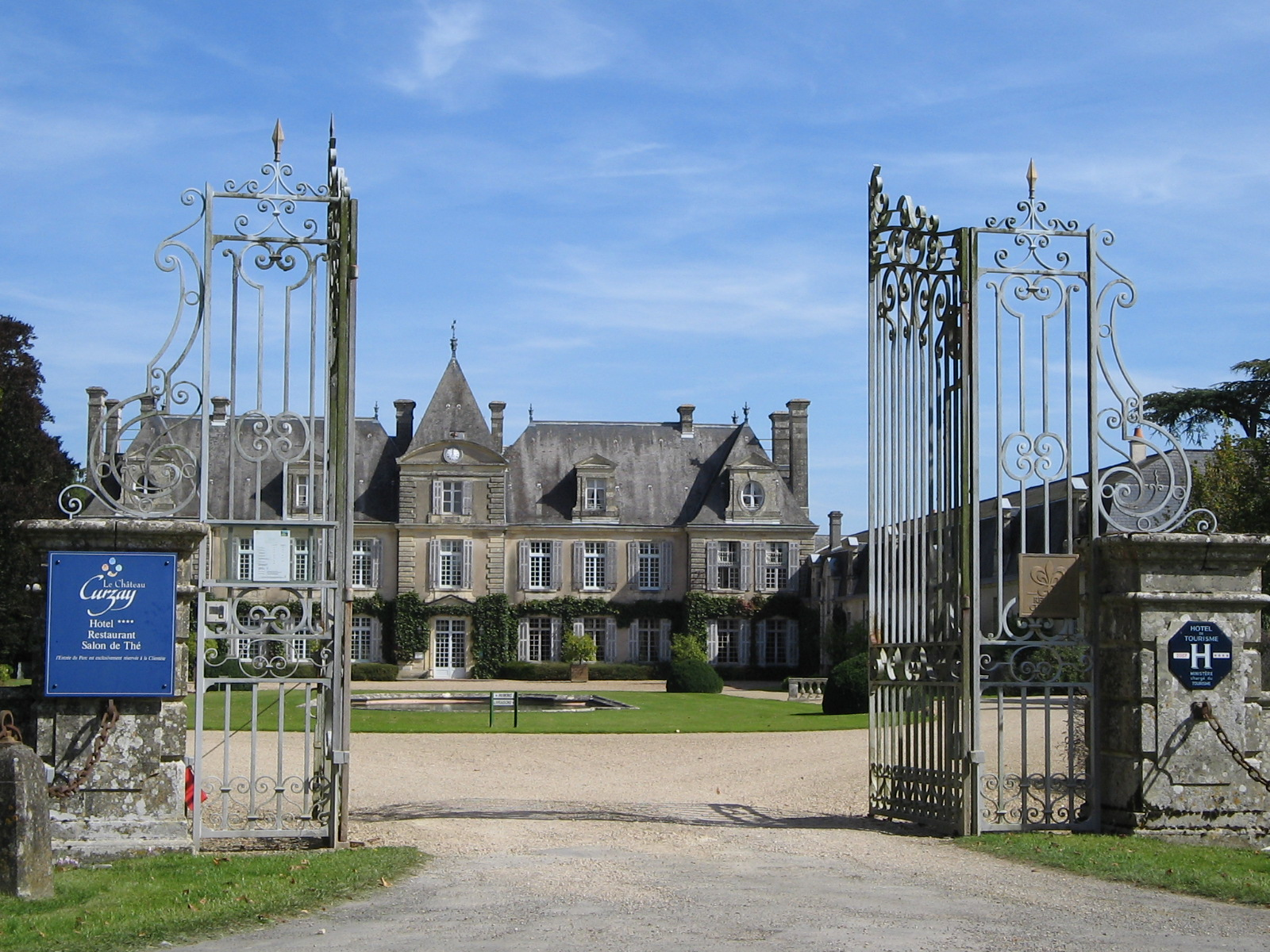
Schloss